# Yasuhiro Inaba
Yasuhiro Inaba (jap. 稲葉泰弘 Inaba Yasuhiro; ur. 21 października 1985) – japoński zapaśnik w stylu wolnym. Brązowy medalista mistrzostw świata w 2010 i igrzysk azjatyckich w 2010. Srebrny medalista mistrzostw Azji w 2011 i 2012. Drugi w Pucharze Świata w 2012. Akademicki mistrz świata w 2008, wicemistrz świata juniorów z 2005 roku.